# 컨버세이션 (1974년 영화)
《컨버세이션》(영어: The Conversation)은 1974년에 개봉한 미국의 미스터리 스릴러 영화이다. 프랜시스 포드 코폴라가 감독과 각본을 맡았다. 1974년 칸 영화제 황금종려상 수상작이다. 1995년 미국 국립영화등기부에 등재되었다.

## 줄거리
샌프란시스코의 감청 전문가인 해리 콜은 음향 녹음을 전문으로 한다. 그는 자신의 팀과 함께 "이사"로 알려진 고객에게 고용되어 유니언 스퀘어에서 원을 그리며 걷는 한 커플을 도청한다. 배경 소음에도 불구하고 해리는 테이프를 필터링하고 병합하여 모호한 의미를 지닌 선명한 녹음을 만든다. 해리는 사생활을 강박적으로 보호하며 철저하게 숨기는 성격이다. 그는 자신이 만든 감시가 고객에 의해 어떻게 사용되는지에 대해 책임이 없다고 주장하지만, 과거의 한 작업으로 인해 세 명이 사망한 일로 죄책감에 시달리고 있다.
그는 녹음에서 "기회가 된다면 그는 우리를 죽일 것이다"라는 잠재적으로 위험한 문구를 발견하고 점점 불안해한다. 녹음을 전달하려는 그의 시도는 좌절되고, 그는 미행당하고 위협받는다.
작업실에서 열린 파티 후 해리는 방금 만난 여자와 밤을 보내고 테이프는 도난당한다. 그는 이사의 조수인 마틴 스테트로부터 전화를 받아 이사가 더 이상 기다릴 수 없었고 테이프를 가지고 있다는 소식을 듣는다. 해리는 그날 오후 이사와의 회의에서 찍은 사진을 전달하고 돈을 받도록 지시받는다. 거기서 그는 녹음 속 여자가 불륜에 연루된 이사의 아내라는 것을 알게 된다. 살인을 의심한 해리는 녹음에서 커플이 계획된 밀회를 위해 언급했던 방 옆의 호텔 방을 예약하고 격렬한 논쟁을 엿듣는다. 살인이 일어났다고 확신한 해리는 방에 침입한다. 처음에는 증거를 찾지 못했지만, 변기 물을 내리자 변기가 막히고 피가 넘쳐흐르는 것을 발견한다.
이사를 대면하려던 해리는 아내와 그녀의 연인이 살아 있고 다치지 않았다는 것을 알게 된다. 신문 헤드라인에는 한 임원이 자동차 사고로 사망했다고 보도된다. 해리는 녹음에서 "우리"라는 단어에 대한 강조를 놓쳤다는 것을 깨닫는다. 이는 커플이 불륜이 발각될 경우 이사에게 살해당할 수 있다는 두려움을 표현했을 뿐만 아니라, 선제 공격으로 그를 죽이는 것을 정당화하려는 시도이기도 했다.
스테트는 해리의 아파트로 전화해서 조사하지 말라고 경고한다. 그는 해리가 색소폰을 연주하는 새로 만든 녹음을 재생하여 자신들이 해리를 감청하고 있음을 증명한다. 해리는 필사적으로 아파트에 있는 도청 장치를 찾다가 아파트의 거의 모든 것을 파괴한다. 도청 장치를 찾지 못한 해리는 파괴된 잔해 속에서 혼자 앉아 색소폰을 연주한다.

## 등장인물
- 진 해크먼 - 해리 콜
- 존 카제일 - 스탠 로스
- 앨런 가필드 - 윌리엄 모런
- 신디 윌리엄스 - 앤
- 프레더릭 포러스트 - 마크
- 해리슨 포드 - 마틴 스테트
- 테리 가 - 에이미